# 646 (číslo)
Šest set čtyřicet šest je přirozené číslo.Následuje po čísle šest set čtyřicet pět a předchází číslu šest set čtyřicet sedm. Římskými číslicemi se zapisuje DCXLVI a řeckými číslicemi χμς. 

## Matematika
646 je:
- Deficientní číslo
- Složené číslo
- Nešťastné číslo

## Astronomie
- (646) Kastalia je planetka hlavního pásu, kterou objevil v roce 1907 August Kopff

## Roky
- 646
- 646 př. n. l.